# Block 109
 (septembre 2018).
Block 109 est une série de bande dessinée uchronique créée par Vincent Brugeas et éditée par Akileos depuis 2010. Chaque tome est un récit indépendant se déroulant dans le même univers.
A la manière de Philip K. Dick dans Le Maître du Haut Château, ou Robert Harris dans Fatherland, Block 109 décrit un monde différent du nôtre où la Seconde Guerre mondiale a été gagnée par le Troisième Reich. Il prend comme point de départ un évènement historique et le modifie pour ensuite imaginer les différentes conséquences possibles. Ici, l’assassinat d’Adolf Hitler à Munich, le 22 mars 1941.
Dans cet univers, un dénommé Zytek, ancien de la Schutzstaffel, est devenu commandant suprême du Nouvel Ordre Teutonique (Hochmeister) et maître de l Allemagne nazie.

## Résumé
Dans cette histoire parallèle, Adolf Hitler est assassiné en plein discours par une balle de sniper. Le Troisième Reich ne meurt pas pour autant, et Heinrich Himmler se retrouve aux commandes des SS, puis un dénommé  Zytek devient Grand maître de l'ordre teutonique (Hochmeister). Le 8 mai 1945, l'opération Nuit Noire a lieu : les États-Unis et la Grande-Bretagne sont rasés par la Bombe Atomique. Zytek préconise une attaque virale bactériologique malgré la désapprobation du Haut Conseil. Les effets du virus sont dévastateurs. En 1953, les nazis sont embourbés dans une guerre qui ne finit plus contre l’URSS...
Étoile Rouge retrace l’épopée de trois pilotes français de l’escadrille Normandie qui combattent aux côtés des troupes soviétiques contre l’aviation du Reich après l’invasion, ici située en 1944...
Dans Opération Soleil de plomb, l'action se situe au Congo belge en 1947 où le personnage principal du premier album lutte contre la résistance africaine. New York 1947 constitue le quatrième opus, son titre étant un hommage au film New York 1997 du réalisateur John Carpenter...
Ritter Germania prend place en 1950. La propagande de Joseph Goebbels a porté ses fruits avec le Ritter Germania, héros et emblème de la dictature fasciste. Mais le héros entreprend de décimer un à un les hauts dignitaires SS. Le Reichführer Reinhard Heydrich confie l'enquête mystérieuse au SS-Brigadeführer Hennins Von Tresckow...
S.H.A.R.K. se passe en novembre 1946 en Australie, rescapée de l’holocauste nucléaire. Le sous-continent est devenue le refuge des dernières forces Alliées, mais il s'y trouve aussi une immense prison mal surveillée dans le désert pour plusieurs dizaines de milliers de soldats allemands et de nazis convaincus. L’arrivée de Worth, un hors-la-loi australien, fasciste et surtout indomptable, va rendre la situation explosive...
Enfin, le tome 7, Maruta, se passe en 1947. Des Marines américains aident des cobayes humains rescapés des expériences perpétrées par l'immonde professeur Ishii sur une île indonésienne...

## Chronologie de l’uchronie
- 22 mars 1941 : assassinat d’Adolf Hitler.
- 28-29 mars 1941 : Hermann Göring, Josef Dietrich, Martin Bormann, Rudolf Hess et de nombreux cadres du parti nazi sont arrêtés et pendus par la Gestapo.
- avril 1941 : Himmler devient chancelier, Reinhard Heydrich devient Reichsführer et dirigeant de la SS.
- 12-19 juin 1941 : prise de Malte par les parachutistes allemands.
- octobre-novembre 1941 : conquête de l’Égypte par l’Afrika Korps.
- janvier 1942 : lancement du programme nucléaire allemand.
- novembre 1942 : Opération Torch en Afrique du Nord.
- mars 1943 : création du « nouvel Ordre Teutonique » par Himmler pour contrer Heydrich et l'influence grandissante des SS.
- 5 juin 1943 : Zytek, un inconnu, est nommé Grand maître de l’Ordre Teutonique (Hochmeister).
- 6 juin 1944 : première bombe H allemande opérationnelle.
- 22 juillet 1944 : Opération Barbarossa contre l’Union soviétique mais l’Armée rouge résiste.
- 8 mai 1945 : attaque nucléaire massive sur les États-Unis, le Royaume-Uni et le Canada. les troupes américaines dans le Pacifique se replient en Australie
- août 1945 : l’Allemagne contrôle une bonne part de l’Afrique.
- septembre 1946 : destruction de l’unique usine de production d’eau lourde à Vemork contrôlée par la SS.
- février 1947 : révolte des Kongos en Afrique équatoriale. Devant l’incapacité de la SS à rétablir l’ordre, le nouvel Ordre Teutonique prend le contrôle de l’ex-Congo belge et de ses mines d’uranium.
- novembre 1947 : mort accidentelle de Himmler.
- 4 décembre 1947 : Zytek devient président du Grand Conseil du IIIe Reich.
- janvier-mars 1950 : bataille de Kharkov, se soldant par une défaite majeure du camp allemand.
- novembre 1951 : la Wehrmacht recrute des sujets non-allemands.
- janvier 1952 : premières femmes soldates dans l’armée allemande.
- 1953 : Marienburg est sur la ligne de front. La population mondiale est tombée en dessous de 800 millions d’habitants, le monde a sombré dans le désespoir. Zytek lance une attaque nucléaire et virale majeure sur les métropoles et sièges de gouvernements à travers la planète.

## Fiche technique
- Scénario : Vincent Brugeas
- Dessin : Ronan Toulhoat (tomes 1 à 5), Ryan Lovelock (tomes 6 et 7)
- Couleurs : Ronan Toulhoat (tomes 1 à 5), Gallizia Giusy (tome 6), Ryan Lovelock (tome 7)

### Albums
1. Block 109 (2010)
2. Étoile Rouge (2010)
3. Opération Soleil de plomb (2011)
4. New York 1947 (2011)
5. Ritter Germania (2012)
6. S.H.A.R.K. (2014)
7. Maruta  (2016)

### Récompenses
- 2010 : Prix du Meilleur dessin au festival de Darnétal
- 2010 : Prix des rédacteurs de sceneario.com